# Сахия, Александру
Александру Сахия (настоящая фамилия Стэнеску, Stănescu) (рум. Alexandru Sahia; (11 октября 1908 года, Мынэстрия, жудец Кэлэраши, Румыния — 12 августа 1937 года, Бухарест, Румыния) — румынский журналист и писатель.

## Биография
Александру Станеску родился в городе Мынэстирия в округе Кэлэраши, в семье землевладельца, избранного мэром от Либеральной партии. Проходил обучение в военном училище Крайовы.
В 1926 году опубликовал свой первый рассказ «Скульптор Боамба» в журнале «Шоими». В 1927 году Александру решил, что не подходит для военной службы и бросил военное училище. Окончил Национальное училище Святого Саввы, затем поступил на юридический факультет Бухарестского университета.
Недовольный учёбой в университете, в 1929 году стал послушником в монастыре Черница. Спустя год послушания, Александру посетил Святую Землю. Находясь там, решил принять имя «Сахия», что по-арабски означает «правда».
С 1931 года и до своей смерти создавал зарисовки и репортажи для нескольких популярных румынских газет и журналов, включая «Rampa», «Cuvântul liber» и «Adevărul» . В 1932 году участвовал в создании литературного журнала «Bluze albastre», но журнал подвергался строгой цензуре и не пользовался большой популярностью среди читателей.
Посетил Советский Союз в 1935 году. Был впечатлён увиденным, и по возвращении на родину написал «СССР сегодня», восхваляя достижения Советского Союза. В следующем году вступил в Коммунистическую партию Румынии (РКП).
В 1937 году писатель умер в Бухаресте от туберкулеза. В 1946 году, после прихода к власти Коммунистической партии Румынии, стал героем рабочего класса.
Александру Сахия своими рассказами призывал к пролетарскому единству, его произведения обличали несправедливость, расизм, имели антимилитаристскую направленность.
По некоторым рассказам писателя были сняты фильмы.
Произведения:
- «Живой завод», 1932
- Сборник рассказов «Возмущение в порту»,1932
- «Смерть вольноопределяющегося», 1933
- Антимилитаристский сборник «Возвращение отца с войны», 1934
- Книга «СССР сегодня», 1935
- «Безработица вне рас», 1936